# Марзич
Марзич (тадж. Марзич) — село в Айнинском районе Согдийской области Таджикистана
Административно входит в состав сельского джамоата Анзоб. Рядом находится ГЭС Марзич мощностью 4300 КВтч, способна обеспечивать до 50 % потребностей Айнинского района в электроэнергии.. Имеет 231 хозяйство.